# Hogager Sogn
Hogager Sogn er et sogn i Holstebro Provsti (Viborg Stift).
Hogager Kirke blev i 1899 indviet som filialkirke til Borbjerg Kirke. Hogager blev så et kirkedistrikt i Borbjerg Sogn, der hørte til Hjerm Herred i Ringkøbing Amt. Borbjerg sognekommune inkl. kirkedistriktet blev ved kommunalreformen i 1970 indlemmet i Holstebro Kommune.
Da kirkedistrikterne blev afskaffet 1. oktober 2010, blev Hogager Kirkedistrikt udskilt som det selvstændige Hogager Sogn.
Stednavne, se Borbjerg Sogn.